# Il supermaschio
Il supermaschio (Le Surmâle, roman moderne) è, come afferma lo stesso autore, un "romanzo moderno"; composto da Alfred Jarry nel 1902 e il cui tema principale è l'amore. Combina provocazioni d'ogni genere, tra cui blasfemia ed oscenità, il tutto tra l'umoristico e il grottesco con elementi di fantascienza. Si tratta dell'ultimo romanzo scritto da Jarry, pubblicato per la prima volta dalle Éditions de "La revue blanche" e poi nel 1945 da Fasquelle.

## Trama
"L'amore è un atto di nessuna importanza, dal momento che si può ripeterlo all'infinito": questa la tesi lapidaria con cui inizia il proprio racconto il protagonista, André Marcueil, nel bel mezzo del pranzo al suo castello. Segue inevitabilmente una discussione tra i vari partecipanti, dove ognuno compete nell'immaginare l'esistenza di un supermaschio, un uomo cioè capace di eseguire a ripetizione un numero impressionante di rapporti sessuali in un tempo limitato.
Infine la discussione prende una piega più scientifica quando interviene un medico, il dottor Bathybius, sottolineando che il corpo umano non è adatto a tali prodezze, pertanto tutte queste storie di performance eccezionali si riducono a nient'altro che fantasia. Un altro personaggio, il signor William, un celebre chimico, parla poi di una delle proprie scoperte, il Perpetual-Motion-Food.
Per lanciare il prodotto organizza una gara tra una quintupletta di ciclisti alimentati con esso e un treno espresso; si tratta di percorrere 10 000 miglia.
Treno e quintupletta vanno di pari passo finché in dirittura d'arrivo compare un misterioso velocipedastro che supera il convoglio e la quintupletta. Questa vince la gara con la locomotiva ma appare chiaro che il misterioso corridore ha tagliato il traguardo per primo.
Tornato al castello, Marcueil comunica agli amici di aver trovato l'Indiano tanto celebrato da Teofrasto, Plinio e Ateneo in grado di avere oltre settanta rapporti sessuali in un solo giorno; per dimostrarlo sette prostitute si alterneranno in sua compagnia.

## Edizioni italiane
- Il supermaschio, con un saggio critico di Giorgio Agamben, Milano: Bompiani, 1967
- Il supermaschio, trad. e cura di Paolo Brogi, Roma: Savelli, 1980
- Il supermaschio, trad. di Giorgio Agamben, con uno scritto di Henri de Régnier, Milano: ES, 1991; SE, 1999 ISBN 88-7710-425-2
- Il supermaschio, trad. e postazione di Giorgio Agamben, prefazione di Sebastiano Vassalli, Milano: Bompiani, 2012 ISBN 978-88-452-7092-5